# یوپو جوپو
یوپو جوپو(نام علمی: Anadenanthera peregrina) نام یک گونه از سرده اقاقیا است. درختی چند ساله و بومی دریای کارائیب و آمریکای جنوبی است. طول آن تا ۲۰ متر می‌رسد و پوست آن خاردار است. گل‌های آن به صورت خوشه‌های کروی کوچک و زرد کم رنگ تا سفید شبیه گل آذین اقاقیا (به عنوان مثال: گیاه واتل) رشد می‌کنند. یوپو جوپو یک گونه آنتوژن است که هزاران سال در شمال آمریکای جنوبی و دریای کارائیب در مراسم‌های شفابخشی مورد استفاده قرار گرفته‌است. اگرچه دانه‌های درخت یوپو در اصل از طبیعت جمع‌آوری می‌شدند، اما افزایش رقابت بین قبایل بر سر دسترسی به دانه‌ها منجر به کشت عمدی آن و انتقال آن به مکان‌های دیگر نیز شد و توزیع گیاه را از طریق معرفی به مناطقی فراتر از محدوده اصلی بومی خودش گسترش داد.

## کاربرد
از چوب این گیاه الوار بسیار سختی تولید می‌شود که برای ساخت مبلمان کاربرد دارد. چگالی این چوب حدود ۰٫۸۶ گرم بر سانتی‌متر مکعب است که بسیار مرغوب طلقی می‌شود. از این گیاه ماده‌ای به نام تانن نیز به دست می‌آید.
لوبیا و برگ‌های این گیاه توهم‌زا هستند و برای گاوها نیز سمیت ایجاد می‌کنند.